# Prospalta inexacta
Prospalta inexacta là một loài bướm đêm trong họ Noctuidae.